# 293707 Говорадлоанатолій
293707 Говорадлоанатолій (293707 Govoradloanatoly) — астероїд головного поясу, відкритий 16 серпня 2007 року в Андрушівці.
Відповідно до стандартної зоряної величини 17,2, діаметр астероїда оцінюється у 1–2 км (за умови, що його альбедо лежить у межах 5–25%).